# Acquasparta

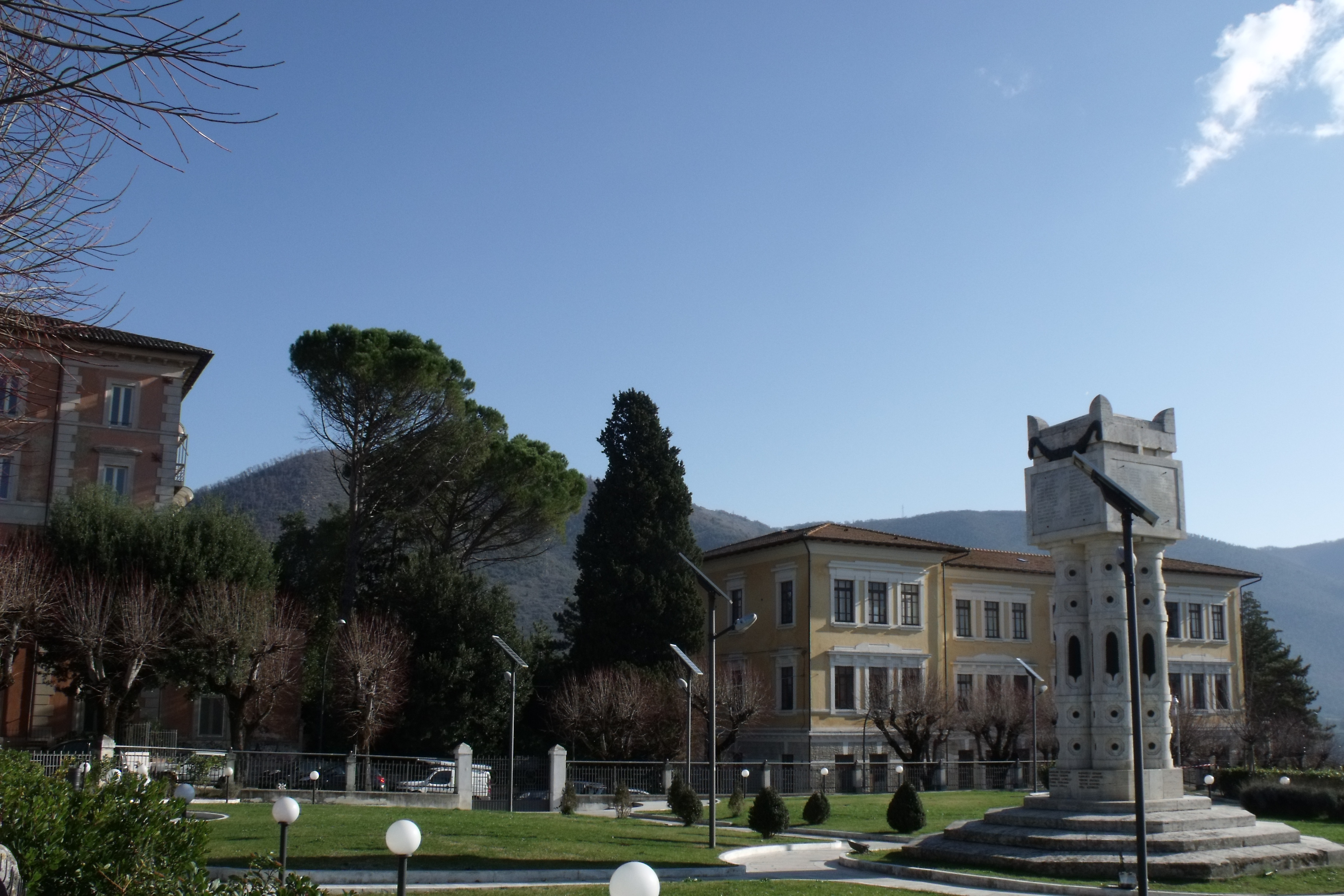

Acquasparta is een gemeente in de Italiaanse provincie Terni (regio Umbrië) en telt 4843 inwoners (31-12-2004). De oppervlakte bedraagt 79,6 km², de bevolkingsdichtheid is 61 inwoners per km².

## Demografie
Acquasparta telt ongeveer 1969 huishoudens. Het aantal inwoners steeg in de periode 1991-2001 met 2,2% volgens cijfers uit de tienjaarlijkse volkstellingen van ISTAT.
| Jaar | Inwoneraantal |
| ---- | ------------- |
| 1991 | 4431          |
| 2001 | 4527          |

## Geografie
De gemeente ligt op ongeveer 320 m boven zeeniveau.
Acquasparta grenst aan de volgende gemeenten: Avigliano Umbro, Massa Martana (PG), Montecastrilli, Spoleto (PG), Terni, Todi (PG).